# Проект MOSE

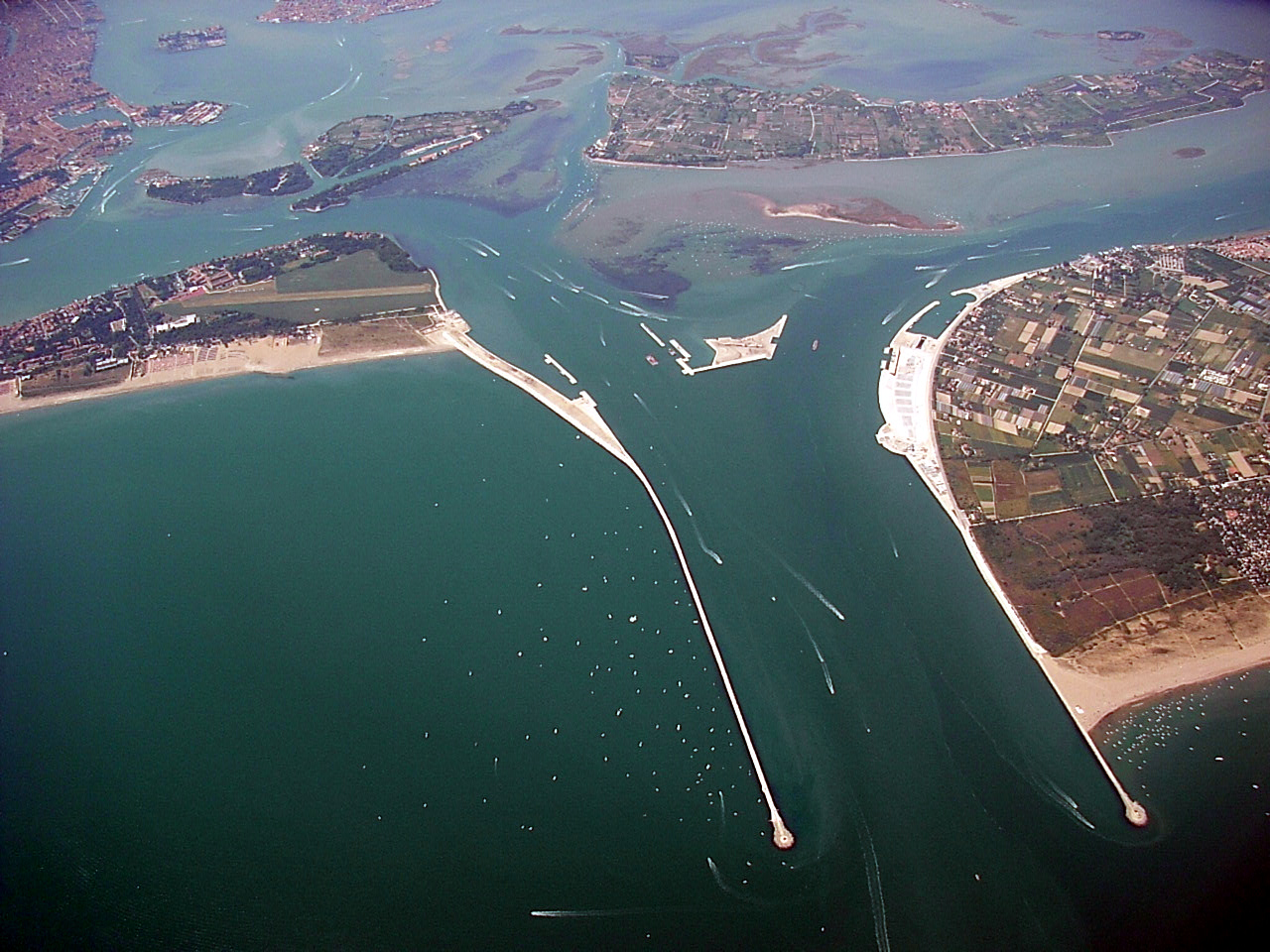
Вид с воздуха на сооружения проекта MOSE на севере пролива Лидо

Проект MOSE (акроним от итал. Modulo Sperimentale Elettromeccanico, Экспериментальный электромеханический модуль) — технический проект, предназначенный для защиты от наводнений Венеции и других населённых пунктов на побережье Венецианской лагуны в Италии. Это интегрированная система защиты, состоящая из рядов мобильных шлюзов, позволяющих изолировать Венецианскую лагуну от Адриатического моря, когда прилив превышает нормальный уровень (110 см) и может достигать 3 метров. Вместе с другими дополнительными мерами, такими как укрепление берегов, поднятие пристаней, защита берегов и улучшение окружающего лагуну пространства, эти преграды будут защищать Венецию от таких экстремальных ситуаций, как наводнение и геоморфологическая деградация. Работы по проекту начались в 2003 году в проливах Лидо, Маламокко и Кьоджа, соединяющих лагуну с морем, и через которые вода прибывает во время приливов. Проект осуществляется силами инженеров компании FIAT.
В 2006 году пришедшее к власти правительство Романо Проди заявило, что проект пересматривается по бюджетным причинам. Тем не менее в последующие годы проект был возобновлён. Он был завершен к 2020 году.

## Происхождение названия
До того, как начал использоваться акроним для описания всей системы защиты от наводнений, оно обозначало прототип в масштабе 1:1 шлюза, опробованного между 1988 и 1992 годами в проливе Лидо. Название MOSE также обыгрывает итальянское имя Моисея — Mosè.

## Ситуация
Проект MOSE существует не в изоляции. Он является частью Общего плана препятствия для защиты Венеции и её лагуны, начиная с 1987 года, принятого Министерством инфраструктуры через Венецианские водные власти (рабочий орган министерства на территории лагуны) и Consorzio Venezia Nuova. Уже принятые или реализуемые сейчас меры по всему побережью и в районе лагуны являются наиболее важной для защиты окружающей среды программой восстановления и развития когда-либо реализованной в Италии.
Параллельно с работами по сооружению MOSE, Венецианские водные власти и Венецианские местные власти поднимают пристани и защищают мостовые в городе для защиты строящихся районов в лагуне от средних и высоких приливов до 110 см — высоты, на которой будут вступать в работу мобильные препятствия. Эти меры предельно всеобъемлющи, в частности, применительно к таким городам как Венеция и Кьоджа, где повышение уровня воды затронет хрупкую архитектурную и монументальную обстановку.
Мероприятия, направленные на улучшение окружающей обстановки лагуны, нацелены на замедление деградации геоморфологических структур вследствие оседания почв, эвстатических колебаний уровня моря и эрозии, являющихся причиной волн и подмывания берегов. Работы производятся по всему бассейну лагуны для защиты, восстановления и ренатурализации солончаковых болот, ваттов и отмелей, восстановления окружающей среды малых островов и углубления дна каналов и проток лагуны.
Важным делом является реализуемое в промышленном районе Маргера, в центре лагуны, препятствие загрязнению, путём защиты островов ранее использовавшихся в качестве свалок, объединения и укрепления промышленных каналов и удаления загрязняющих донных отложений.

## Цель
Целью проекта MOSE является решение проблемы паводка, от которой с древних времён страдает Венеция и другие городки и деревни на побережье лагуны каждую осень, зиму и весну. Хотя прилив в бассейне лагуны ниже, чем в других районах мира, где он может достигать до 20 метров, феномен может стать значительным если он связан с атмосферными и метеорологическими факторами, такими как давление и воздействие бора (северо-восточного ветра, дующего со стороны Триеста) или сирокко (горячего юго-восточного ветра), который проталкивает волны в венецианский залив. Феномен также усугубляется дождями и пресной водой, проникающей в лагуну из водосборного бассейна на 36 притоках представленных реками и каналами.
Увеличение частоты и интенсивности паводков также связано с другими природными и искусственно созданными причинами, которые видоизменяют гидравлическую или геоморфологическую структуру лагуны, такими как оседание почв и эвстатические колебания уровня моря (в течение XX века земля в лагуне опустилась на 23 см относительно среднего уровня моря); большое эрозийное воздействие моря как результат некоторых рукотворных мероприятий для облегчения портовой деятельности (буны, искусственные каналы) и создание промышленного района Маргеры и увеличение подмывания причиной чему стали теплоходы, помогающие разрушать геоморфологические структуры и основания пристаней и сооружений.
Так же хорошо как снаряжение этого контингента проблем проект MOSE (и прочие защитные мероприятия) также проектируются принимая во внимание ожидаемое повышение уровня моря в результате глобального потепления. Мобильные препятствия могут эффективно защитить лагуну даже в случае претворения в реальность самых пессимистичных гипотез, таких как повышение уровня моря на 60 см.
Необычайно высокий паводок наблюдался в городе в разные годы в течение всего XX века: наводнение в ноябре 1966 года (194 см), 1979 году (166 см), 1986 (158 см), 1951 (151 см), 1936 и 2002 (147 см), 1960 (145 см), 1968 и 2000 (144 см), 1992 (142 см), 1979 (140 см). Все величины были зафиксированы на станции Punta della Salute в Венеции, где наблюдение за приливами ведётся с 1897 года.

## Хронология
Вопросами защиты Венеции от наводнений занимались ещё с XVI века, когда в республике был организован Магистрат воды (ит.).
В XX веке необходимость в создании эффективной системы, защищающей Венецию и населённые пункты на побережье лагуны, стала очевидна после разрушительного наводнения 4 ноября 1966 года. В этот день прилив, гонимый сильным ветром сирокко, достиг высоты на 194 см выше обычного, высочайшей когда-либо зафиксированной в истории Венеции. Прилив начался ночью 3 ноября. Тем утром вместо отхода назад, как это должно было произойти в условиях нормального прилива и отлива, вода продолжила прибывать в течение всего дня 4 ноября пока не затопила весь город. Тем же вечером, ветер стих и вода начала убывать. В это же время сильный морской шторм опустошал пляжи и прорвался через дамбу, защищающую побережье, во многих местах, вынудив к эвакуации жителей Пеллестрины. После этого Специальным Законом от 1973 года итальянское государство объявило проблему Венеции «высокоприоритетным национальным интересом».
В начале 1970-х годов Национальный исследовательский совет Италии выдвинул первое соревнование идей и впоследствии Министерство общественных работ выпустила объявлении о тендере, в 1980 году получая представленный проект. Предложенные 6 проектов были представлены на рассмотрение комиссии из 7 инженеров-гидравликов, от которых требовалось составить анализ их осуществимости. Известное как «Прогеттоне» и представленное в 1981 году, исследование предложило сочетание стационарных препятствий в проливах и мобильных защитных конструкций. Это послужило началом длительных дебатов вовлёкших общественные, научные, политические и культурные круги итальянского общества, а также средства массовой информации и местных жителей.
Стратегия и критерии принятые под проект обеспечения безопасности были определены вторым Специальным Законом о Венеции в 1984 году. Он устанавливал Комитет политики, координирования и управления (известный как «Комитатоне»), возглавляемый Президентом Совета и состоящий из соответствующих организаций на национальном и местном уровне, и уполномоченный Министерством общественных работ на продолжение с предоставлением единственной концессии в соответствии с неофициальные закрытые переговоры. Необходимость повторившаяся также в 1982 году в документе от венецианских муниципальных властей, была для скорости, но выше всего для принятия единого и жизненно важного метода мер по обеспечению безопасности дающих комплексный и тонкий контекст бассейна лагуны путём поручения работы кому-либо одному с необходимой квалификацией. Проект и реализация мероприятий для физической защиты города были поручены Водными властями Консорциуму новой Венеции (Consorzio Venezia Nuova), объединению из примерно 50 компаний, созданному в 1982 году.
После 4 лет обследований, исследований и анализа многочисленных систем мобильных препятствий, в 1989 году Consorzio Venezia Nuova представил комплекс мер по защите Венеции, ставший известным как Проект REA (итал. Riequilibrio E Ambiente, «Восстановление равновесия и окружающая среда»). Он включал в себя концептуальный проект мобильных барьеров в проливах лагуны, и это может считаться днём рождения MOSE. После испытаний на прототипах и многочисленных модификаций, в 1994 году новый предварительный проект мобильных барьеров был одобрен Высшим советом по общественным работам. После рассмотрения также и других представленных проектов защиты от наводнений Совет утвердил систему MOSE.
В 1997 году, Водные власти и Consorzio Venezia Nuova представили Оценку воздействия проекта на окружающую среду (ОВОС), которой в 1998 году были даны положительные отзывы комиссией международных экспертов назначенной Председателем совета министров Италии Романо Проди. В тот же год, проект мобильных барьеров получил негативную оценку Комиссии оценки воздействия на окружающую среду Министерства окружающей среды Италии. По требованию Комитета политики, координирования и управления работы по проекту MOSE были продолжены. В 2001 году, по завершении процедуры оценки воздействия на окружающую среду, Совет министров под председательством Джулиано Амато, дал старт разработке окончательного варианта проекта, отвечающего множеству условий. В 2002 году Consorzio Venezia Nuova представил окончательный вариант проекта, получивший замечаний от Министерства транспорта Италии и портовых властей, другими словами, для кривых волнорезов перед проливами лагуны и перекрывали путь водному транспорту через пролив Маламокко. В том же году CIPE (англ. Interministerial Committee for Economic Programming, Межведомственный комитет по экономическому планированию) перевёл первый транш на финансирование работ по проекту MOSE, покрывавший расходы 3-годичного периода с 2002 по 2004 годы, в объёме 453 млн евро.
В 2003 году, после одобрения Комитетом политики, координирования и управления, председатель Совета, Сильвио Берлускони официально открыл первый участок работ по проекту MOSE, заложив первый камень. По состоянию на март 2008 года завершены 40 % работ, производящихся параллельно на трёх проливах, и затрачено 2,443 млрд. евро, при всей стоимости проекта MOSE в 4,272 млрд. евро
На 31 января 2008 года CIPE утвердил выделение пятого транша в размере 400 млн евро и начало сооружения кессонов, наиболее важной и окончательной части проекта.
При условии регулярного финансирования завершение реализации проекта ожидается в 2012 году. [уточнить]

## Рабочие площадки и дополнительные сооружения
Работы по проекту MOSE идут параллельно на всех проливах, на них заняты около 700 человек. К ним присоединятся ещё 700, когда откроются площадки для сооружения кессонов, на которых будут покоиться шлюзы. Работе по сооружению мобильных барьеров предшествовала серия мероприятий по защите прибрежной полосы в районах Джесоло, Каваллино, Лидо, Пеллестрины, Соттомарины и Исола Верде от сильных морских штормов, с расширением и реконструкцией 45 км пляжей, восстановлением 8 км дюн, укреплением 11 км пристаней и 20 км плотины из истрийского камня («Мурацци»), которая защищает наиболее хрупкую часть венецианских пляжей. Снаружи проливов Маламокко и Кьоджи, сооружены два «полумесяца», (изогнутые волнорезы) для понижения уровня приливов и защиты шлюза.

## Приведение в действие шлюзов

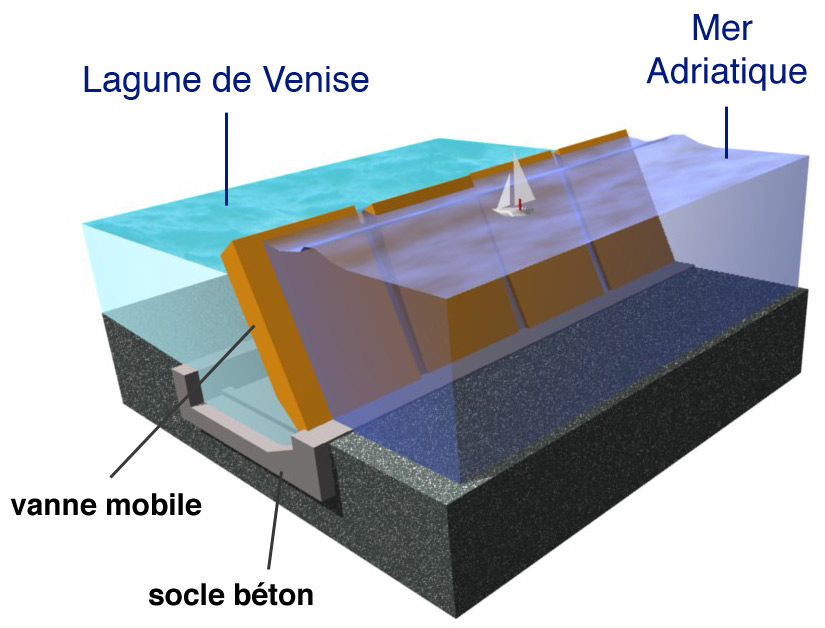
Запорный шлюз

Система MOSE состоит из перемещаемых качающихся плавучих запорных шлюзов, которые в соответствии с указаниями принятыми в 1982 году на голосовании № 209 Высшего Совета по общественным работам, то есть что барьеры не должны изменять обмен водой между морем и лагуной во избежание ущерба для геоморфологии лагуны и качества воды, не должны мешать судоходству, таким образом пересекаться с деятельностью порта и рыболовством, и не должны видоизменять ландшафт. В нормальных условиях, шлюзы, большие металлические короба шириной 20 м, длиной 20-30 м и толщиной 5 м, заполнены водой и оставлены в заранее подготовленных бетонных кессонах на укреплённом морском дне. Когда предвидится прилив выше 110 см, шлюзы опустошаются посредством подачи в них сжатого воздуха. Вследствие этого они поднимаются вверх, поворачиваясь вокруг оси крепления, до тех пор, пока не всплывут над водой, временно изолируя лагуну от моря и останавливая приливное течение. Шлюзы достигают верхнего положения приблизительно за 30 минут и 15 минут для возвращение в исходное состояние.
Уровень 110 см, выше которого начинают работу барьеры, был согласован соответствующими организациями как оптимальный уровень, соответствующий текущему уровню моря. Тем не менее система MOSE является достаточно гибкой и для использования при высокой воде ниже этого уровня. В зависимости от ветров, давления и уровня прилива, система также может управляться разными способами, с дифференциированным закрытием проливов или частичным закрытием каждого из проливов.
Все 78 шлюзов разделены в 4 ряда будут установлены для защиты 3 проливов: два ряда из 21 и 20 шлюзов в проливе Лидо-Сан-Николо, самый широкий, соединяющийся через искусственный остров; один ряд из 19 шлюзов в проливе Маламокко и один ряд из 18 шлюзов в проливе Кьоджа. Для обеспечения судоходства, когда мобильные барьеры находятся в рабочем состоянии, будут сооружены три переходных шлюза для прохода судов (большие корабли в Маламокко, спасательные и рыболовные лодки в Лидо и Кьодже).
К концу работ, консорциум спроектировавший и соорудивший MOSE будет руководить и поддерживать систему в течение 4 лет, затем на последующие 10 лет он будет нести ответственность за свои действия и за все прочие общественные работы.

## Применение
Проект включает в себя систему 78 мобильных барьеров, спроектированных для защиты 3 входов в Венецианскую лагуну. Барьеры будут находиться на морском дне пока не наступит высокий прилив и шторм. Затем они будут наполнены воздухом, всплывут и заблокируют лагуну от моря и эффективно уменьшат уровень высокой воды.
Первые тесты системы прошли в 2019-м году. Впервые полноценно задействовали систему 4 октября 2020 - власти Венеции впервые задействовали систему дамб, чтобы защитить город от "большой воды", первого паводка в этом сезоне. Как пишет Il Gazzetino, в субботу были подняты все готовые на данный момент 78 защитных барьеров. Сообщается, что полностью система будет достроена в 2021 году.
По оценкам, недавно представленным Консорциумом Venezia Nuova, «затраты на разовое перемещение барьеров» составляют 248 тысяч евро за 2 часа закрытия.
Стоимость разового введения в эксплуатацию системы Mose, защищающей Венецию от аномальных приливов, составляет около 300 000 евро. Система заработала (еще не на полную мощь) в субботу, когда 78 барьеров впервые «спасли» Венецию от наводнения.

## Проектирование
Проект MOSE имеет бюджет в 3 млрд евро и его завершение планировалось в 2011 году. На январь 2008 года, сообщалось о 37 % готовности проекта и планировалось что проект будет наверняка запущен в 2012 году.

## Разногласия
Проект встретил сопротивление со стороны групп энвайронменталистов и специалистов по охране окружающей среды, например, таких как Italia Nostra. Всемирный фонд дикой природы негативно отозвался о проекте.
Основная критика проекта MOSE возникла, когда энвайронменталисты и определённые политические силы сопоставили стоимость, в которую обойдётся итальянскому государству постройка, управление и поддержание, и она оказалось гораздо выше стоимости альтернативных систем, которые для решения похожих проблем задействовали другие страны (Нидерланды и Англия). Вдобавок, согласно этому противостоянию MOSE, система с её монолитной интегрированной концепцией, не является «последовательной, основанной на опыте и обратимой», как должно быть в соответствии с критериями определёнными Специальным Законом по обеспечению безопасности Венеции. Также есть критика по влиянию барьеров на окружающую среду не только на проливы, где будет осуществлено сложное выравнивание (часть морского дна, где будут установлены барьеры, должна быть ровной), и дно лагуны, которое будет укреплено для размещения шлюзов (которые будут покоиться на тысячах бетонных свай забитых в дно на метры вниз), но также на гидрогеологический баланс и чувствительную экосистему лагуны. NO MOSE front также придаёт особое значение тому, что может быть множество критических точек в структуре системы и её неэффективности в борьбе с прогнозируемым повышением уровня моря.

## Апелляции
За все годы было предложено 9 апелляций. Восемь были отклонены Региональным административным трибуналом (ит.) и Государственным Советом. Девятая, находящаяся на рассмотрении Административного Трибунала, была подана местными властями Венеции и оспаривает положительное мнение Safeguard Venice Commission по началу работ на участке Пеллестрины в проливе Маламокко, где часть содержащих шлюзы кессонов проекта MOSE будут сделаны используя процессы, которые, по мнению местных властей, могут повредить места особо интересной природы.
Что касается ущерба окружающей среде наносимого производимыми в данный момент работами, природоохранные ассоциации также требуют вмешательства Европейского союза, потому что действия затрагивают места, находящиеся под защитой Nature 2000 Network и Европейской директивой о птицах. Согласно сообщению от 5 марта 2004 года представителя Венеции в парламенте Луаны Занеллы, 19 декабря 2005 года Европейская комиссия начала процедуру против Италии о «загрязнении мест обитания» в лагуне, определяющей что Генеральный директорат Европейской комиссии по окружающей среде полагает, что «не идентифицировано, не подтверждёно — отношение воздействия на окружающую среду в районе „IBA 064-Venice Lagoon“ является результатом сооружения проекта MOSE — соответствующие меры для предотвращения загрязнения и повреждения естественной среды, совместно с опасным нарушением птиц со значительными последствиями в свете проблем освещенных в статье 4 Директивы 74/409 Европейской комиссии по окружающей среде, Италия не выполнила обязательства устанавливаемые в статье 4, параграф 4 Директивы 74/409 принятой на Совете 2 апреля 1979 года по сохранению диких птиц». Установив, что целью инициативы не является останов проекта MOSE, Европейская комиссия по окружающей среде сделала запрос к итальянскому парламенту на предоставление новой информации по воздействию на местность и природные смягчаемые структуры. Водные власти и Consorzio Venezia Nuova подтверждают, что рабочие участки временные и будут полностью восстановлены к концу работы.

## Альтернативные предложения
За годы развития проекта было выдвинуто несколько предложений в качестве альтернативы MOSE. Некоторые предложения совершенно непохожие технические системы, другие предлагают технологии для улучшения эффективности системы мобильных шлюзов. По запросу мэра Венеции Массимо Каччиари, около 10 из проектов были рассмотрены в 2006 году в ходе различных экспертных круглых столов устроенных отдельными ответственными организациями, включая Высший совет по общественным работам. В ноябре 2006 года негативные мнения выраженные экспертами последовали за решением правительства Италии окончательное разрешение на реализацию проекта MOSE, в то время как альтернативные предложения были сочтены неэффективными или неподходящими для гарантирования безопасности Венеции.